# Liro (Mera)
Der Liro ist ein rund 27 Kilometer langer Fluss in der italienischen Provinz Sondrio im Norden der Lombardei. Er entspringt beim Splügenpass, durchfließt das Val San Giacomo nach Süden und mündet bei Chiavenna von rechts in die Mera. Der Fluss stellt dabei auf seiner gesamten Länge die Grenze zwischen den West- und Ostalpen dar.
Auf seiner rechten Seite befindet sich die Tambo- und links die Plattagruppe.
Am Lauf des Liro wurden ab 1927 drei Stauseen errichtet, der Lago di Montespluga (1900 m s.l.m.) mit Fertigstellung im Jahr 1931, der Lago di Isola (1250 m s.l.m.) und der Lago di Prestone (1056 m s.l.m.).

## Geographie

### Verlauf

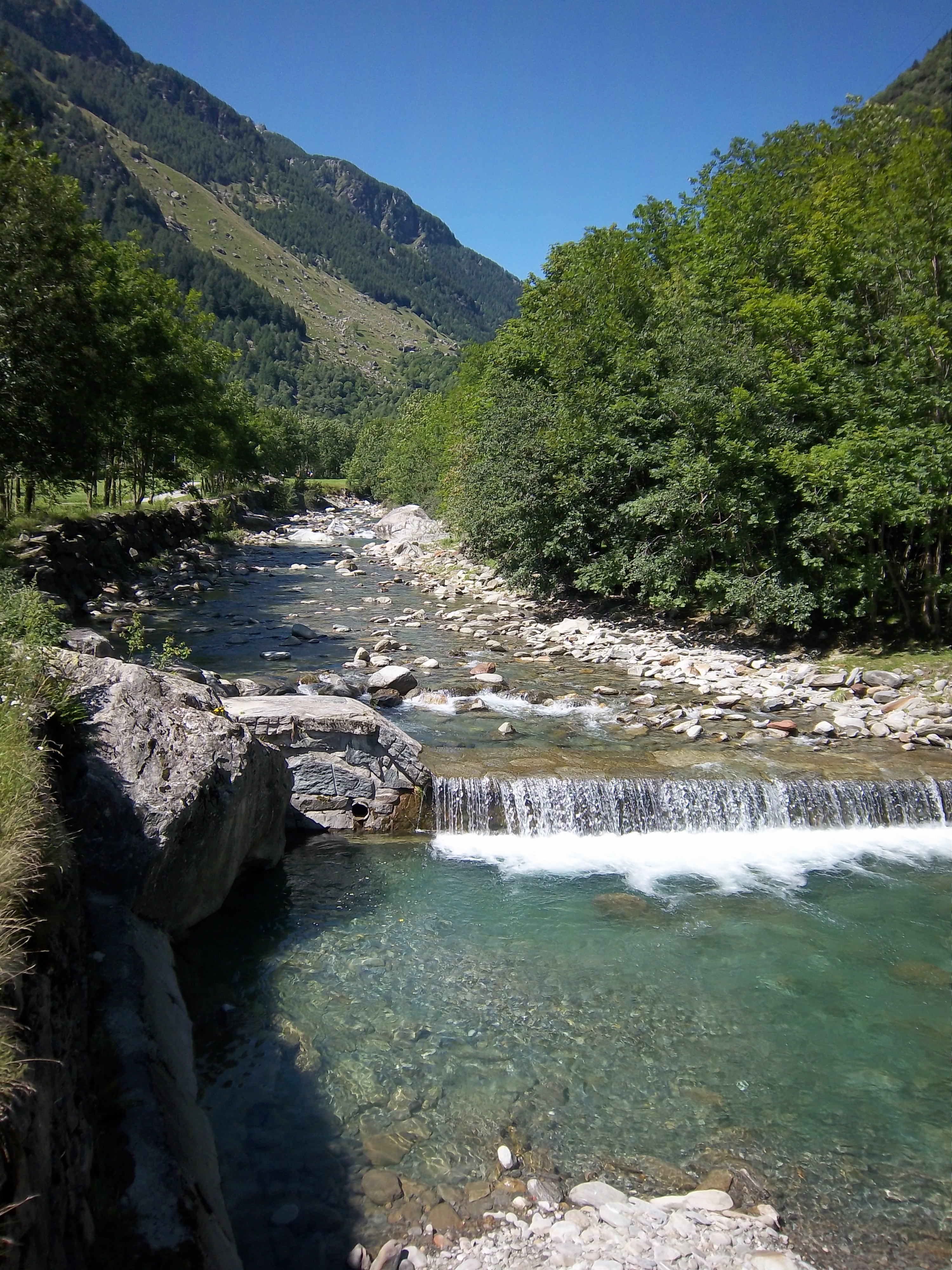
Liro bei San Giacomo Filippo

Der Liro entspringt im Gebiet der Gemeinde Madesimo am Nordhang des Pizzo della Casa etwa 300 Meter südlich der Grenze zur Schweiz auf rund 2415 m s.l.m. direkt unterhalb des Lago Azzurro.
Nach rund einem Kilometer nach Westen erreicht er wenig unterhalb des Splügenpasses bei der Alp Cerfui die Talsohle und fließt nun gegen Süden weiter. Er unterquert die Passstraße und nimmt zugleich von rechts den etwa gleich großen Torrente Valle dei Laghetti auf, der am Piz Tamborello entspringt. Der noch kleine Bach durchfließt die Fraktion Montespluga und mündet in den am Fuße des Monte Cardine gelegenen Stausee Lago di Montespluga, in den auch der etwas größere Torrente Val Loga einmündet.
Er verlässt den Stausee bei Stuetta und durchquert gleich anschließend das schluchtartige Valle del Cardinello nach Südwesten. Der Liro erreicht die Waldgrenze und nimmt von rechts den Torrente Valle Schisarolo auf, der meist mehr Wasser führt. Er wendet sich hier nach Südosten und erreicht das Val San Giacomo. Der Liro passiert die Alpsiedlungen Rasdeglia, Torni, Mottaletta und Ca′ di Goss, ehe er bei der Fraktion Isola direkt bei der Einmündung des Baches aus dem Valle Febbraro von rechts in den Stausse Lago di Isola mündet.
Bei der Fraktion Pianazzo verlässt er den Stausee und überquert die Gemeindegrenze zu Campodolcino, nach der er zugleich von links den Scalcoggia aufnimmt, der direkt vor der Mündung die Cascata di Pianazzo überwindet. Er erreicht die Fraktionen Corti und Tini, wo er kanalisiert an der rechten Talseite verläuft und dabei von links den Rabbiosa aufnimmt. Es folgt zwischen Pietra und Prestone ein kleines Staubecken, nach dem er in der Gemeinde San Giacomo Filippo weiterfließt.
Er passiert Vho und die Fraktionen Cimaganda, Lirone und Gallivaggio, gefolgt von den Alpsiedlungen Campaggio, Mescolana und Vignola. Bei Motta San Guglielmo oberhalb des Dorfes San Giacomo Filippo mündet von rechts das Wasser aus dem Valle del Drogo in den Liro. Unterhalb des Dorfes überquert er die Gemeindegrenze zu Mese. Am linken Ufer in wenig Abstand verläuft nun die Grenze zu Chiavenna.
Bei San Mamete tritt er ins Valchiavenna ein und unterquert die Verbindungsstraße zwischen Mese und Chiavenna. Der Liro mündet schließlich auf 285 m s.l.m. gegenüber von Prata Camportaccio von rechts in die Mera.

### Einzugsgebiet
Das Einzugsgebiet des Liro misst 192,35 Quadratkilometer. Es erreicht am Südhang des Pizzo Tambo (Tambohorn) eine Höhe von 3262 m s.l.m., während der tiefste Punkt an der Mündung auf 285 m s.l.m. liegt.